# NGC 6972
NGC 6972 (другие обозначения — PGC 65485, UGC 11640, MCG 2-53-4, ZWG 425.11, NPM1G +09.0513) — галактика в созвездии Дельфин.
Этот объект входит в число перечисленных в оригинальной редакции «Нового общего каталога».